# Leonor Cardoso Mendes Mota
Leonor Cardoso Mendes Mota ist eine osttimoresische Diplomatin.
Mota arbeitete bereits unter José Ramos-Horta, dem ersten Außenminister des unabhängigen Osttimors, für den Auswärtigen Dienst des Landes. Im Mai 2003 war Mota geschäftsführende Direktorin der Abteilung für Öffentlichkeitsarbeit, im November 2003 Direktorin für Internationalen Handel und im Februar 2004 Protokolldirektorin im Außenministerium.
Als am 10. Dezember 2004 die osttimoresische Botschaft in Peking als achte Botschaft des südostasiatischen Landes eröffnet wurde, wurde Mota als Charge d’affairs eingesetzt. Erst am 8. September 2005 wurde Olímpio Branco zum ersten Botschafter Osttimors für China ernannt. Mota kehrte in das Außenministerium als Protokolldirektorin zurück. Das Amt hatte sie bis 2006 inne.
Mota ist Mitglied der Associação de Amizade Macau-Timor (deutsch Freundschaftsvereinigung Macau–Timor).